# 斯托特辛氏魚
斯托特辛氏魚（学名：Schindleria brevipinguis），又名短壯辛氏微體魚、胖嬰魚、斯托特微型魚，为辛氏魚科辛氏微體魚屬(辛氏鳚屬)下的一个种，雄魚標準長度為0.77公分（最小的雄魚長度為0.65公分），懷孕的雌魚體長為0.84公分（最小的雌魚長度為0.7公分），目前已知世界上最小的魚類之一，也是最小的蝦虎科魚類。體型與微鯉一樣僅大於在2012年發現的阿馬烏童蛙，於2004年才被發現。